# Hans-Jürgen Lwowski
Hans-Jürgen Lwowski (* 1939 in Köln) ist ein deutscher Jurist.

## Leben
Nach der Promotion zum Dr. iur. in Hamburg 1966 war er von 1991 bis 2002 Professor (§ 17 HmbHG) für Bankenrecht und Insolvenzrecht an der Universität Hamburg.

## Schriften (Auswahl)
- Aktuelle Probleme des Kreditsicherungsrechts aus Rechtsprechung und Praxis. Köln 1985, ISBN 3-8145-9133-X.
- mit Friedrich Graf von Westphalen: Leasing, insbesondere Fragen der regresslosen Finanzierung. Frankfurt am Main 1986, ISBN 3-921696-26-7.
- Das Recht der Kreditsicherung. Berlin 2000, ISBN 3-503-05837-0.
- mit Christian Tetzlaff: Umweltrisiken und Altlasten in der Insolvenz. Ein Handbuch für die Praxis. München 2002, ISBN 3-406-48243-0.